# Música de Yibuti

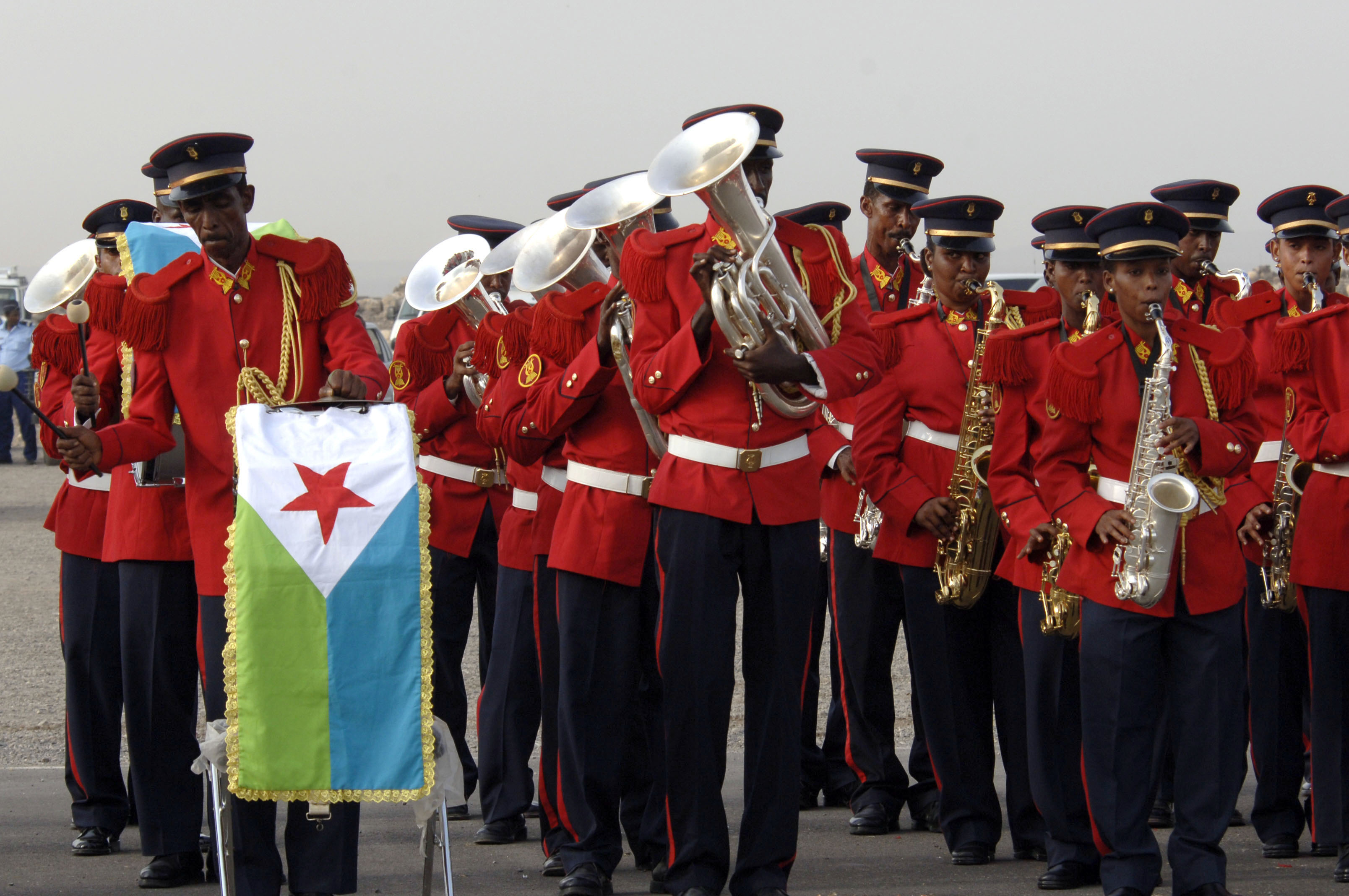
Banda militar tocando el himno nacional de Yibuti

La música de Yibuti se refiere a los estilos musicales, técnicas y sonidos de Yibuti. Yibuti es un país multiétnico. Los dos grupos étnicos más grandes son los somalíes y los afar. También hay una serie de residentes árabes, etíopes y europeos —en su mayoría franceses e italianos —. Aproximadamente el 76% de los residentes locales son habitantes urbanos, residentes en su gran mayoría en la capital; el resto son pastores.
La música tradicional afar se asemeja a la música folklórica de otras partes del Cuerno de África, como Etiopía; también contiene elementos de la música árabe. La historia de La música tradicional Afar se asemeja a la música folklórica de otras partes del Cuerno de África, como Etiopía. La historia de Yitubi se registra en la poesía y las canciones de sus pueblos nómadas, y se remonta miles de años atrás, cuando los pueblos intercambiaban pieles y cueros por los perfumes y especias del antiguo Egipto, India y China. La literatura oral a distancia también es bastante musical. Viene en muchas variedades, incluyendo canciones para bodas, guerras, alianzas y jactancias.

## Influencia somalí
Los yibutíes tienen una rica herencia musical centrada en el folklore tradicional somalí. La mayoría de las canciones somalíes son pentatónicas; es decir, únicamente usan cinco alturas por octava en contraste con una escala heptatónica (siete notas) como el modo mayor. Al principio, la música somalí podría confundirse con los sonidos de regiones cercanas como Etiopía, Sudán o la Península arábiga, pero finalmente es reconocible por sus propias melodías y estilos únicos. La música popular yibutiana moderna se remonta a finales de la década de 1940, las canciones somalíes suelen ser el producto de la colaboración entre letristas ( midho ), compositores ( laxan ) y cantantes ( codka o "voz"). Balwo es un estilo musical somalí centrado en temas de amor que es popular en Yibuti.

## Himno nacional
El himno nacional de Yibuti, adoptado en 1977 con letra de Aden Elmi y música de Abdi Robleh. La «poesía en miniatura», inventada por un camionero llamado Abdi Deeqsi, es bien conocida en el país. Estos son poemas cortos (balwo), principalmente sobre el amor y la pasión.  Interpretan música y bailan dos de los principales grupos étnicos somalíes y afar, aparecen regularmente en programas de radio y televisión  y actúan como representantes de la cultura de Yitubi en todo el mundo. Este festival atrae a intérpretes de todo el país, y las grabaciones en vivo de los artistas principales han demostrado ser populares entre el público internacional. Entre los artistas más conocidos se encuentran Dinkara y Aïdarous. El gobierno patrocina varias organizaciones dedicadas a la preservación de la cultura y la danza tradicionales. Los instrumentos tradicionales incluyen la tanbura muy similar al krar, la lira y el laúd árabe.